# Independent
Independent este o serie de minicalculatoare românești. Este dinamic microprogramat și permite emularea setului de instrucțiuni al altor calculatoare compatibile DEC-PDP 11-34. Arhitectura acestui calculator era avansată în epocă, fiind utilizate circuite integrate de tip TTL precum și ultimele tipuri de circuite MSI și LSI din 1977 (cca. 10³ bucăți). A fost folosit pentru calcule tehnico-științifice, calcule de gestiune, prelucrarea datelor, supravegherea proceselor etc. Datorită calităților sale, Independent a fost exportat în mai multe țări din CAER și în China. Între 1978 și 1990 au fost exportate peste 200 de minicalculatoare Independent și Coral.
Lungimea cuvântului microinstrucțiunii este de 32 cifre binare. Intrarea/ieșirea datelor se realizează prin intermediul a două bus-uri separate: INTERBUS-ul prin care se cuplează diverse echipamente periferice și MEMOBUS-ul pentru cuplarea memoriei suplimentare, cu posibilitatea de adresare a 128 Kcuvinte. Viteza de calcul este de 0,5 - 2,5 megainstrucțiuni pe secundă. Puterea consumată de calculator este de 2-3 kW.
Independent posedă 8 registre generale și un sistem de întreruperi vectoriale cu 4 nivele de priorități. Cele 204 instrucțiuni ale calculatorului cuprind unul sau doi operanzi, iar adresarea se face pe cuvânt sau byte. Memoria operativă este pe ferită sau de tip MOS, cu o capacitate de 1 până la 4 MB. În plus, prin intermediul unității de disc magnetic, Independent mai dispunea de o memorie suplimentară de 58-200 MB. Alte periferice folosite sunt unitatea de bandă magnetică, imprimanta și terminalele video.

Independent I-102F

Cele mai multe componente au fost realizate la ITC Timișoara. Memoriile au fost fabricate la Fabrica de memorii din Timișoara.